# Ciak d'oro Mini/Skoda Bello & Invisibile
Il Ciak d'oro Mini/Skoda Bello & Invisibile è un premio assegnato nell'ambito dei Ciak d'oro che premia un film non distribuito a livello nazionale ma che merita l'attenzione del pubblico. Viene assegnato dal 2002 da una commissione tecnica.

## Vincitori

### Anni 2000
- 2002 – L'uomo in più di Paolo Sorrentino[1]
- 2003 – Angela di Roberta Torre
- 2004 – Il fuggiasco di Andrea Manni[2]
- 2005 – Il resto di niente di Antonietta De Lillo[3]
- 2006 – La guerra di Mario di Antonio Capuano
- 2007 – Sangue - La morte non esiste di Libero De Rienzo[4]
- 2008 – Il vento fa il suo giro di Giorgio Diritti
- 2009 – Focaccia blues di Nico Cirasola

### Anni 2010
- 2010 – Dieci inverni di Valerio Mieli
- 2011 – Non è ancora domani (La pivellina) di Tizza Covi e Rainer Frimmel
- 2012 – Tormenti - Film disegnato di Filiberto Scarpelli
- 2013 – Bellas mariposas di Salvatore Mereu
- 2014 – L'arte della felicità di Alessandro Rak
- 2015 – N-Capace di Eleonora Danco
- 2016 – Bella e perduta di Pietro Marcello
- 2017 – Fiore di Claudio Giovannesi
- 2018 – Dove non ho mai abitato di Paolo Franchi
- 2019 – Sembra mio figlio di Costanza Quatriglio[5]

### Anni 2020
- 2020 – non assegnato per la scarsa produzione legata all'emergenza sanitaria[6]